# Esteve Roda i Gil
Esteve Roda i Gil, més conegut com a Etienne Roda-Gil (Montalban, Tarn i Garona, 1 d'agost de 1941 - París, 28 de maig de 2004) fou un escriptor i dialoguista francès d'origen català.

## Biografia
Era fill d'exiliats republicans catalans; el seu pare, Antoni Roda i Vallès, era un militant de la CNT originari de Vinaròs que havia estat internat al camp de Sètfonts, i la seva mare, Leonor Gil Garcia, era originària de Badalona.
De petit va patir moltes privacions. Emmalaltí d'escorbut i va mantenir les dents gràcies a les racions de llimona que li va aconseguir la seva mare amb molt esforç. Després de passar uns anys a Montalban, el 1953 marxaren a Antony. Es llicencià en lletres a París, on va participar en les manifestacions de la CNT. el 1968 va trobar Julien Clerc a un cafè del barri llatí de París, amb qui va iniciar una relació ininterrompuda fins al 1980. Va escriure algunes cançons per a l'aleshores xicota de Julien, France Gall. En aquells temps conegué la seva companya, la pintora Nadine Delahaye.
El 1979 va participar en el disc de Gérard Lenormand Boulevard de l'océan. El 1984 va co-escriure amb Pascal Danel moltes de les sinopsis del programa de varietats Macadam. El 1992 tornà a compondre per a Julien Clerc el seu disc Utile, que va obtenir el premi Vincent Scotto. També va fer cançons per a Johnny Hallyday, Claude François, Juliette Gréco, Barbara, Mort Shuman, Pascal Danel, Pascal Obispo i Louis Bertignac.
També ha publicat el llibre La Porte marine i ha adaptat per al cineasta Andrzej Zulawski L'Idiot de Fiódor Dostoievski, rebatejat L'Amour braque (1985). El 1989 va rebre el Gran Premi de la Cançó de la SACEM. Alhora, el 1987 va escriure amb el seu amic Roger Waters (antic membre de Pink Floyd) i amb la seva dona un llibret d'òpera ambientada durant la Revolució francesa anomenada Ça Ira, que no s'estrenà fins al 2005 (en francès i anglès).
Al final de la seva vida feia estades a Catalunya Nord i es plantejava crear-hi una fundació que treballés a la vegada sobre la memòria història anarquista i la cultura catalana. En aquells anys, començava a reivindicar públicament la seva identitat catalana.

## Cançons
Algunes de les més conegudes que compongué foren:
- «La Californie», «Ce n'est rien», «Si on chantait», «Niagara», «This Melody» o «Utile» (Julien Clerc)
- «Le Lac Majeur» (Mort Shuman)
- «Géronimo» (Catherine Lara)
- «Joe le taxi», «Marilyn et John» (Vanessa Paradis)
- «Alexandrie, Alexandra» i «Magnolias for ever» (Claude François)

## Publicacions
- L'ami.  Toulouse: CNT, s.a. (La Nouvelle idéale, 18).
- Julien Clerc (amb Danièle Heymann i Lucien Rioux), Seghers, 1971
- La Porte marine.  París: Seuil, 1981. ISBN 2020057913.
- Mala Pata, Seuil, 1992
- Moi, Attila, 1993
- Ibertao.  París: Stock, 1995. ISBN 2234044340.
- Roda-Gil, Étienne (antologia i presentació). Paroles libertaires.  París: Albin Michel, 1999 (Paroles). ISBN 2-226-10138-1.[Enllaç no actiu]
- Terminé, Verticales, 2000